# Kîrdanî, Ovruci
Kîrdanî (în ucraineană Кирдани) este localitatea de reședință a comunei Kîrdanî din raionul Ovruci, regiunea Jîtomîr, Ucraina.

## Demografie
Componența lingvistică a localității Kîrdanî
     Ucraineană (97,24%)
     Rusă (1,78%)
     Alte limbi (0,9%)
Conform recensământului din 2001, majoritatea populației localității Kîrdanî era vorbitoare de ucraineană (97,24%), existând în minoritate și vorbitori de rusă (1,78%).